# Хаенський трамвай
Хаенський трамвай (ісп. Tranvía de Jaén) — трамвайна система, побудована в місті Хаен, Іспанія, у 2009—2011 роках. Працювала лише дуже короткий час для обслуговування пасажирів, ніколи не була відкрита для регулярного сполучення.
Будівництво розпочалося 2009 року. Було придбано п'ять низькопідлогових трамваїв Alstom Citadis моделі 302. Завершена лінія була відкрита 2 травня 2011 року, а обмежені безкоштовні «пробні перевезення» почалися 3 травня 2011 року. Однак вони тривали лише трохи більш як два тижні, а потім були призупинені «через політичну суперечку щодо припинення конкуруючих автобусних перевезень» і необхідність забезпечити фінансування для оплати роботи лінії.
Нова лінія продовжила бути «законсервованою» протягом 2012 року, а на початку 2013 року міська влада, якій належить система, оголосила про плани виставити всю систему (лінію та вагони) на продаж на аукціоні, оскільки не вистачало грошей на її експлуатацію. Фінансовий аудит за один рік у 2012 році виявив, що лінія не принесе стільки прибутку, скільки передбачалося спочатку, і, як наслідок, потреба в значно більшому фінансуванні перевищує можливості міста. Місто сподівається знайти приватну компанію, яка захоче експлуатувати лінію, але існує ймовірність, що систему демонтують. Станом на січень 2017 року лінія все ще не працювала.
У грудні 2021 року було оголошено, що 4,6 мільйона євро з фонду ЄС Next Generation буде використано для фінансування остаточних контрактів на запуск трамвайної системи.
У лютому 2023 року повідомлялося, що місцева влада планує оголосити тендер на 4,3 мільйона євро для проведення підготовчих робіт, після яких, 2024 року, сподівається запустити систему.
4,7-кілометрова лінія була побудована повністю наземною, з коліями та платформами станцій, відокремленими від руху. Перехрестя є єдиними точками контакту з рухом автотранспорту.

## Галерея

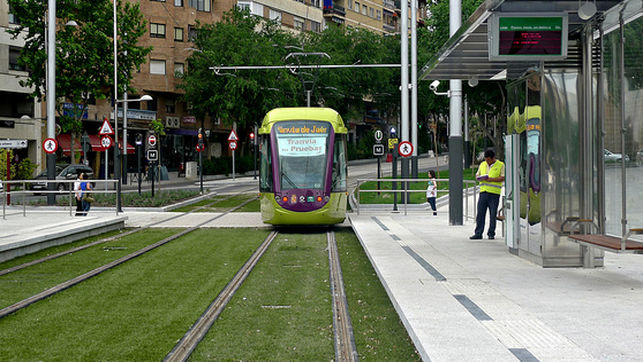
Хаенський трамвай під час випробувань у травні 2011 року
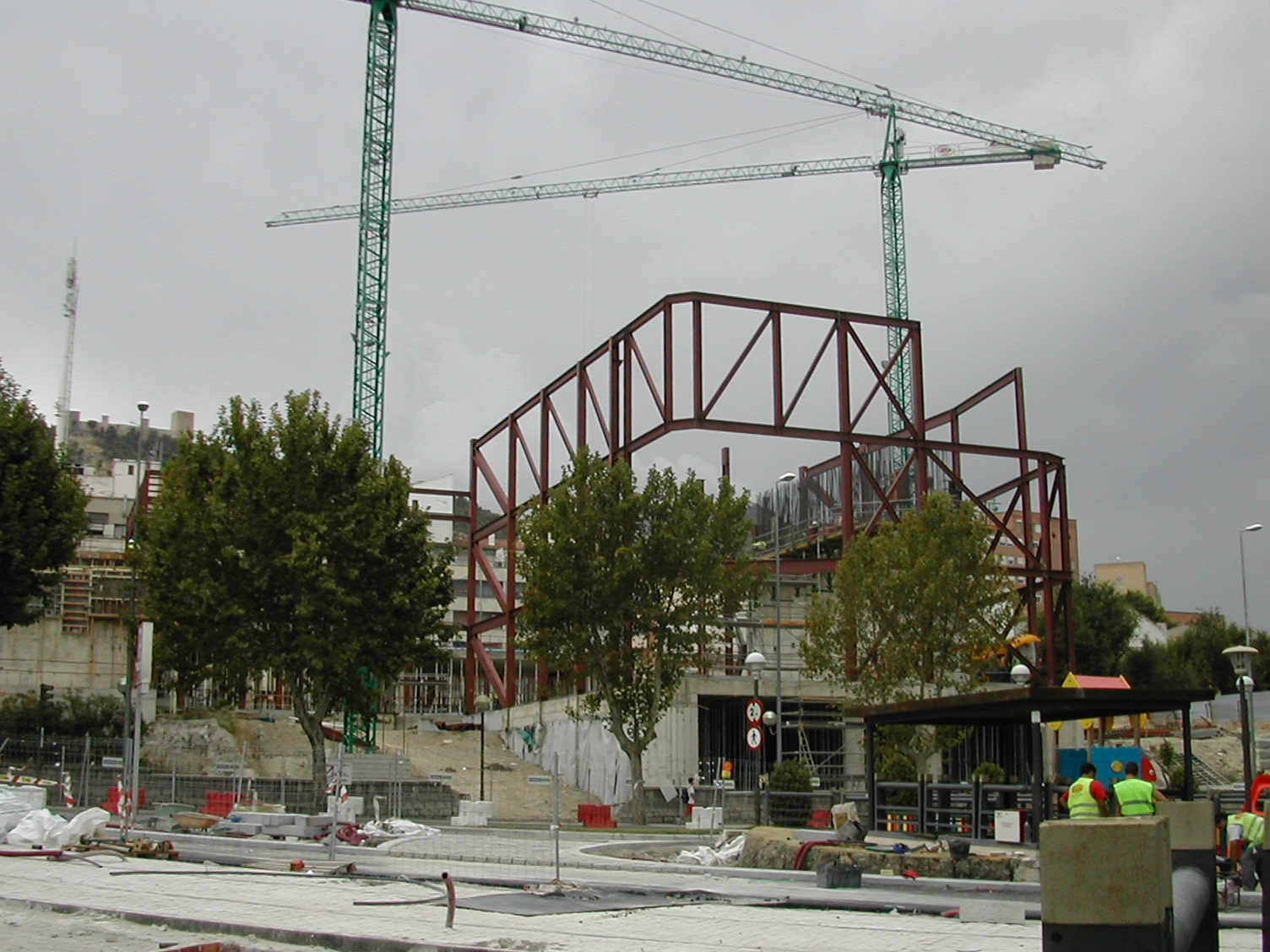
Будівництво трамвайної мережі
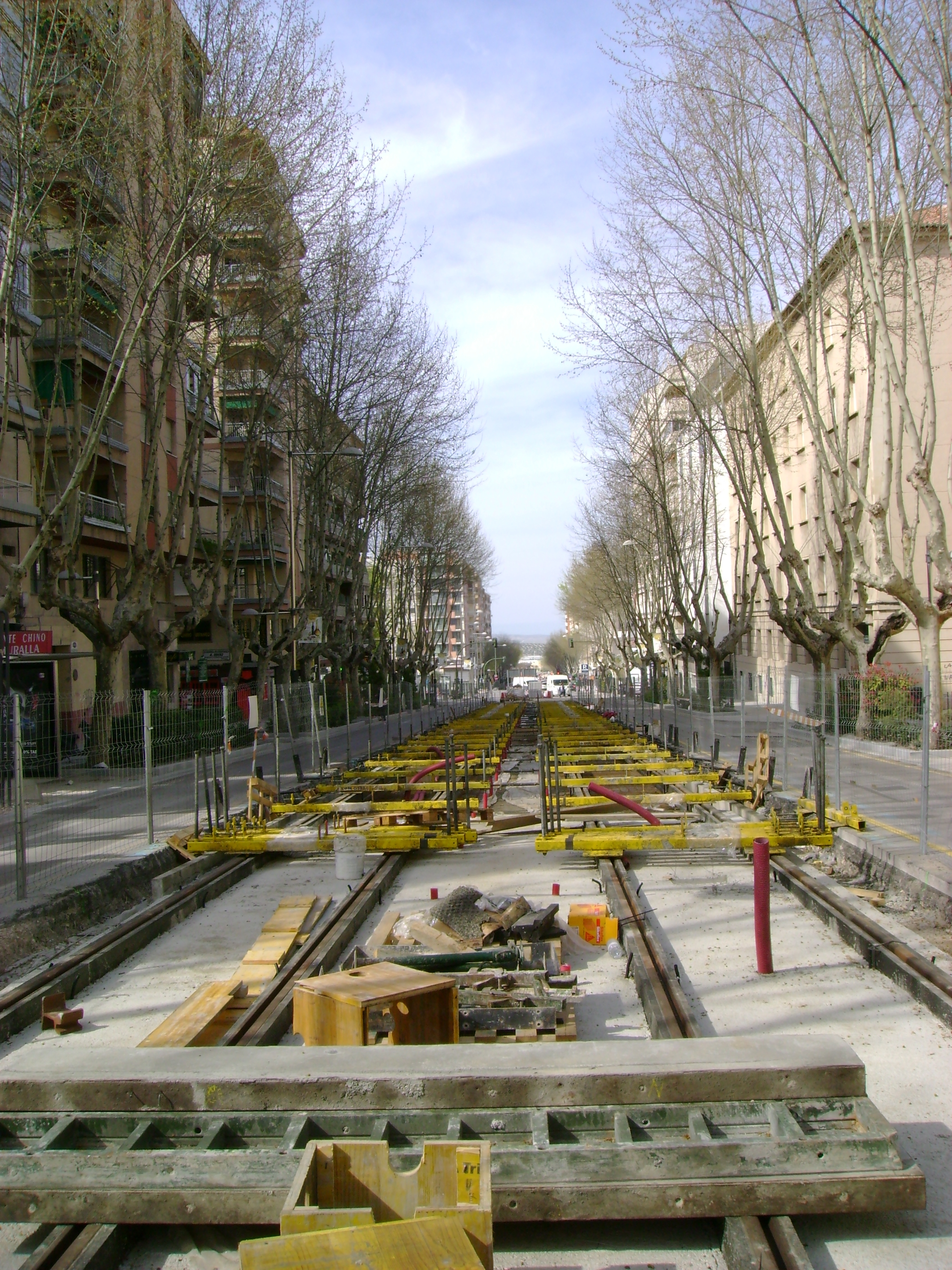
Укладання трамвайних рейок